# المجمع المغلق 1724
المجمع المغلق 1724 هو المجمع الموكول بانتخاب بابا الكنيسة الكاثوليكية الجديد بعد استقالة البابا. انعقد مجمع الكرادلة لانتخاب البابا الجديد بدءًا من
20 مارس 1724 وانتهى في 28 مايو 1724. انتُخبَ بندكت الثالث عشر ليكون البابا الجديد للكنيسة.
عُقدَ المجمع في إيطاليا .